# 梅列克斯區

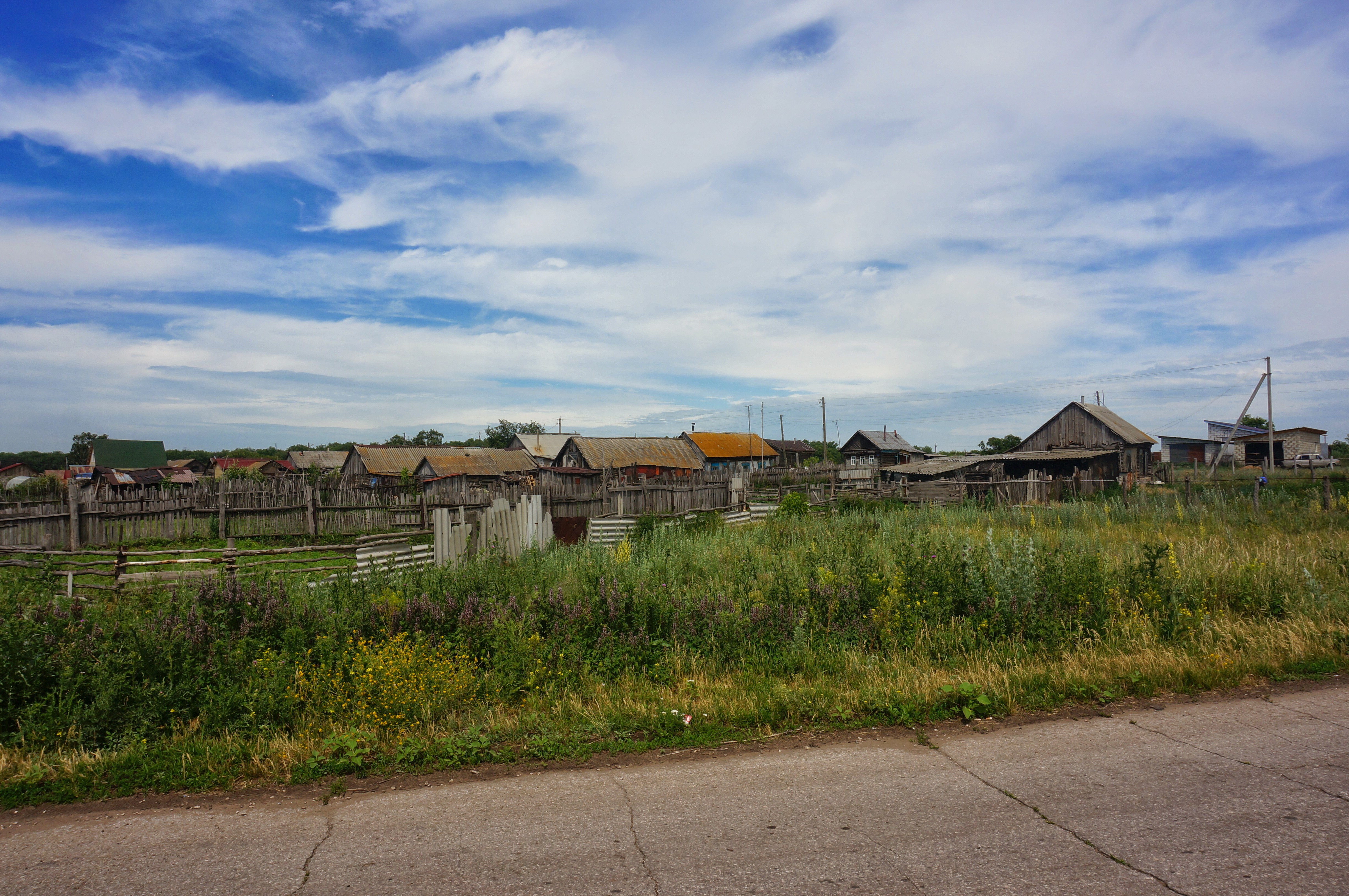

54°14′N 49°35′E / 54.233°N 49.583°E
梅列克斯區（俄语：Мелекесский район），是俄羅斯的一個區，位於該國西南部，由烏里揚諾夫斯克州負責管轄，面積3,472.3平方公里，2010年人口36,718，人口密度每平方公里10.57人。